# Gioconda (opera)
Gioconda (ital. La Gioconda) je opera v štirih dejanjih (petih slikah) italijanskega skladatelja Amilcara Ponchiellija. Libreto je spisal Arrigo Boito, ki se je takrat skrival za anagramom Tobia Gorrio. Podlaga opere mu je bila drama Ange Victorja Hugoja. Krstna predstava je bila v milanski Scali 18. aprila 1876., kjer je bila sprejeta z velikim navdušenjem. Publika je skladatelja kar sedemindvajsetkrat priklicala pred zastor in je zahtevala dve ponovitvi, in sicer preludij in tenorsko arijo »Cielo e mar«. Kritikom je bila dolžina opere občutno predolga, zato jo je Ponchielli revidiral, le četrto dejanje je ostalo nespremenjeno.
Ples ur iz tretjega dejanja spada med najpomembnejše in najbolj znane točke opere.

## Osebe
- Gioconda, pevka - sopran
- Laura Adorno, Genovežanka, Alvisova soproga - mezzosopran
- Alvise Badoero, načelnik drž. inkvizicije - bas
- Slepa mati Gioconde
- Enzo Grimaldo, knez genoveški - tenor
- Barnaba, ljudski pevec - bariton
- Zuane, mornar
- Pevec
- Isepo, ljudski pisar - tenor
- Menih - bas
- Suličarji, vojščaki, senatorji, bogataši, plemiči, plemkinje, maske, ljudstvo, mornarji.

## Vsebina
Godi se v Benetkah v 17. stoletju.

### Prvo dejanje
Pomladnega dne je na dvorišču doževe palače zbrana množica ljudstva, da prisostvuje klasičnim tekmam gondolierjev. Pevec Barnaba stoji
sam molčeč in tih ter pričakuje ulično pevko Giocondo, v katero je zaljubljen. Ta se bliža s slepo materjo, ki jo pelje do stopnic
cerkvenega portala, da bi potem poiskala svojega ljubljenega Enza. Zaman jo Barnaba roti in skuša zadržati z besedami ljubezni; ona
ga pahne od sebe in zbeži. Medtem prineso zmagovalca v tekmi gondolierjev; sočasno se ves zlomljen pojavi tudi Zuane, ki je pri tekmi propadel. Užaljeni in maščevanja žejni Barnaba mu šepne na uho, da je njegovega poraza kriva slepa starka, ki mu je uročila gondolo. Zuane mu prerad verjame, obdolži starko čarovništva in ljudstvo jo hoče soditi samo. Prav v tem trenutku se vrne Gioconda z Enzom in poizkusi rešiti svojo mater iz rok biričev. Gioconda prosi pravkar prispelega inkvizitorja Alvisa Badoera in njegovo maskirano ženo Lauro milosti za svojo slepo mater, ki ničesar ni zagrešila, toda Barnaba vztraja pri svoji obtožbi. Šele na prigovarjanje Laure, ki je spoznala v mornarju preoblečenega Enza, Alvise pomilosti slepo starko. Iz hvaležnosti podari starka Lauri rožni venec.
Barnaba spozna, da je Enzo izgnani santafiorski knez Enzo Grimaldo, Laura pa njegova nekdanja oboževanka. Barnaba ljubi sedaj Giocondo in hoče njenega ljubčka Enza spraviti s poti. Zato pregovori Enza, naj počaka svojo ljubljeno Lauro na ladji, toda komaj ta odide, že narekuje nekemu sodnijskemu pisarju obtožbo zoper njo in njega, ki je pod smrtno kaznijo izgnan iz Benetk ter vrže pisanje v »levje žrelo«, to je v nabiralnik za anonimne pritožbe in ovadbe - Gioconda pa prisluškuje tej sceni in spozna, da ima v neznani ženi nevarno tekmovalko. Razposajena Furlana prekine dogodke. Ob zvokih sledeče večerne molitve pa si mati in hči dasta duška v svoji žalostni
zapuščenosti.

### Drugo dejanje
Enzova jadrnica je zasidrana na obrežju otoka v laguni. V ribiča preoblečeni Barnaba daje svojemu tovarišu naskrivaj navodila za zasedo, medtem ko se Enzo pripravlja na odhod. Moštvo pošlje počivat, kajti ponoči namerava dvigniti sidro, sam pa ostane na straži. Po dogovoru mu Barnaba v čolnu pripelje ljubljeno ženo. Za Lauro pa prihiti tudi Gioconda z namenom, da bi razkrinkala tekmovalko in rešila zase Enza. Toda v usodnem trenutku se Laura zateče k rožnemu vencu. Gioconda jo spozna kot rešiteljico slepe matere ter jo v lastnem čolnu reši pred soprogom, ki jo zasleduje. Ko se Enzo vrne, da bi Lauro vzel s seboj, stopi pred njega Gioconda in mu vse pove. Enzo se hoče pognati za svojo ljubico, toda beneške galeje se že bližajo, da bi zaplenile njegovo jadrnico. Enzo jo hitro zažge.

### Tretje dejanje
Praznično vzdušje v Zlati hiši ob Canalu Grande.
Alvise pripravlja smrt svoji nezvesti ženi Lauri; ukaže ji izpiti stekleničko strupa, še preden izzveni serenada v sosednjih prostorih. V tem se pojavi Gioconda in naglo zamenja strup z neko uspavalno tekočino. Laura izpije in pade v globoko nezavest. Alvise je svojim gostom priredil presenečenje, in sicerples ur. Toda veselje prekine Barnaba, ki privleče slepo starko v dvorano. Starka izjavi, da je prišla molit za umirajočo. Enzo izve, da je Laura mrtva. Sedaj mu je vseeno, strga si z obraza masko, da ga inkvizitor lahko spozna.
Inkvizitor Alvise ga ukaže prijeti, Gioconda se Barnabi približa in mu zašepeče, da bo njegova, če bo Enza spravil na varno. Barnaba
sprejme ponudbo. Alvise odgrne zagrinjalo, ki loči slavnostno dvorano od sosednje sobe in pokaže gostom na mrtvaškem odru belo oblečeno Lauro ter pove, da jo je usmrtil sam.

### Četrto dejanje
Gioconda skrije doma, na otoku »Židov« (Giudecca), omamljeno Lauro. Še vedno upa, da si bo osvojila Enzovo ljubezen. Po težkem notranjem boju zmaga poštenost preproste žene - pomagala bo zaljubljencema k begu. Toda še enkrat jo obišče skušnjava. Enzu, ki ga je Barnaba po dogovoru rešil, prikrije prisotnost navidezno mrtve Laure. Sama se obdolži, da jo je mrtvo odnesla iz groba. Skoraj ji uspe, da bi jo brezumni Enzo zabodel, ko se oglasi Laura. Prebudila se je ter kliče svojega ženina. Enzo obstane. Na kolenih prosi Giocondo oproščenja. Zaljubljenca se ganljivo in s čustvom hvaležnosti poslovita od Gioconde ter odideta v lepšo prihodnost. 
Gioconda ostane sama. Odločila se je, da rajši umre, kot da bi se prepustila Barnabi. Bega jo le dejstvo, da ne ve, kje se nahaja slepa mati, ki jo zaman išče. Ko se ji Barnaba hoče približati, da bi se je polastil, se Gioconda hipoma zabode z bodalom in izdihne. Še nad mrtvo pa se skloni Barnaba in krikne, da je utopil njeno mater, ker ga je užalila.

## Glasbeni primer
- Ples ur iz tretjega dejanja opere
- Arija Enza Grimalda v izvedbi Luciana Pavarottija